# Alejandro Menéndez Acebal
Alejandro Menéndez Acebal (1851-1921) fue un periodista y militar español emigrado a Cuba durante un tiempo.

## Biografía
Era hijo de Esteban Menéndez y Tuya. Nacido en 1851 en la ciudad asturiana de Gijón, fue director del Diario de Cárdenas (Cuba, 1896), además de presidente del Casino español de dicha localidad. Fue comandante de voluntarios durante la guerra de Cuba. Habría fallecido en 1921. Había vuelto a la península ibérica tras la independencia de la isla.